# Cephalotaxus fortunei

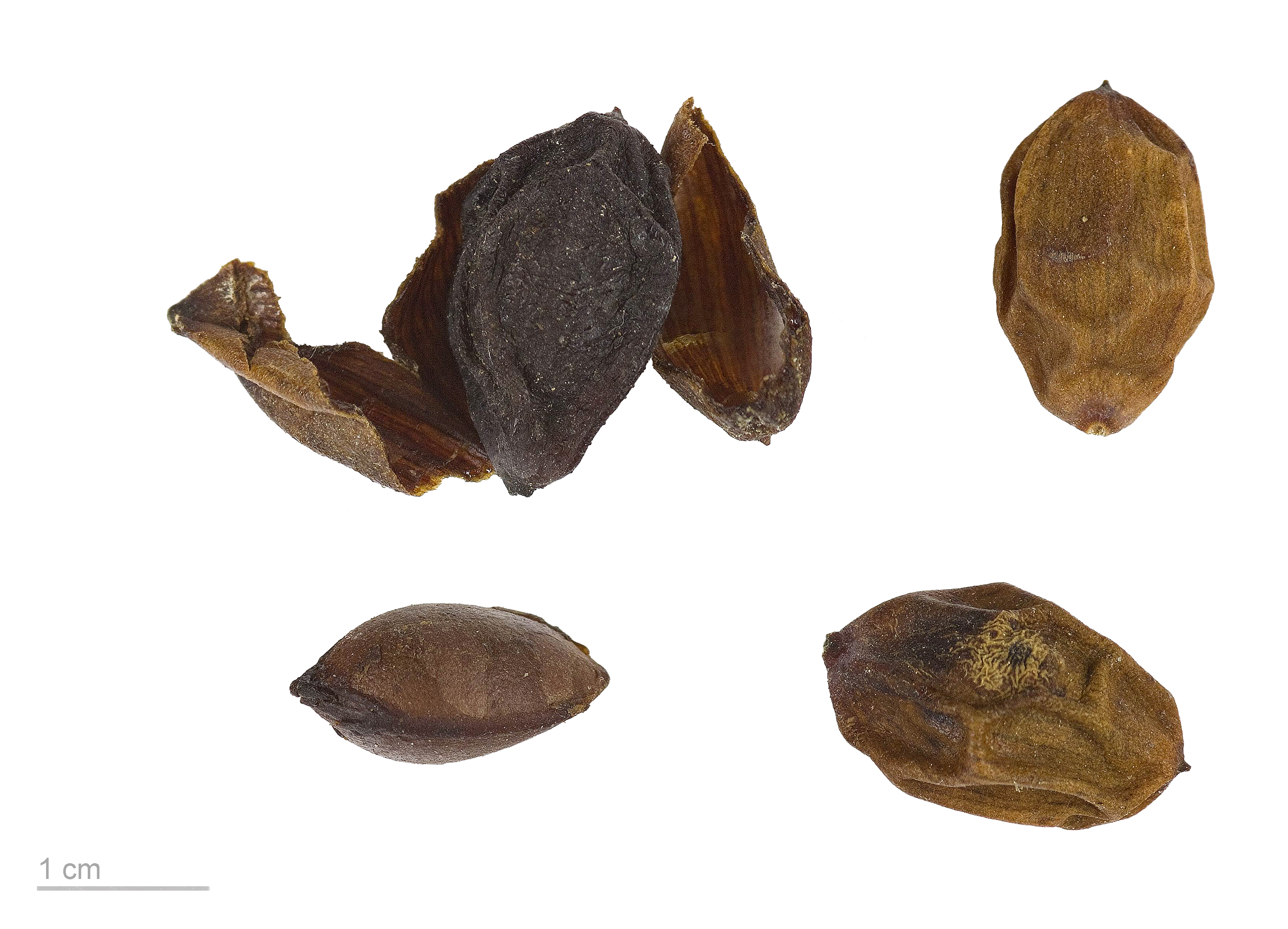
Cephalotaxus fortunei

Cephalotaxus fortunei, el Cefalotaxo de Fortune, (en chino, San Jian Shan 三尖杉 / sǎnjiānshān) es una especie arbórea de la familia de las Cephalotaxaceae. Esta conífera es un arbusto o árbol pequeño originario del norte de Birmania y China, pero a veces se cultiva en los jardines occidentales donde ha sido cultivada desde el año 1848.

## Descripción
El cefalotaxo de Fortune es un arbusto o pequeño árbol que crece hasta 20 m de alto con un diámetro de alrededor de 20 cm. Normalmente tienen muchas ramas con una corona abierta y vagamente redondeada. En cultivo, tienden a crecer en una sola rama que a menudo cae y está desnuda en torno a la base, pero con denso follaje en la parte superior. Tienen una corteza de color marrón rojizo que aparece púrpura en algunos lugares con escamas cuadradas y largas tiras que se pelan. Los nuevos brotes permanecen verdes durante tres años después de surgir. Las ramas son ligeramente colgantes, mientras que las ramillas son obovadas, obtriangulares o casi rectangulares en el perfil, midiendo de 4 a 21 cm de largo por 3 a 20 cm de ancho.
Las yemas tienen alrededor de 4 mm de longitud, de forma globular y de color verde oscuro. Están cubiertos con hojas escuamiformes de color marrón rojizo agudo que permanecen en la base del brote hasta el año siguiente. Las hojas en sí son brillantes en la superficie adaxial, esto es, en el lado superior, y con un color verde amarillento intenso a verde oscuro. SSalen casi horizontalmente de la rama. Son las hojas más largas del género, midiendo de forma típica 3,5-12,5 cm, aunque pueden ser tan cortas como 1,5 cm, por 3,2 a 5 mm de ancho, aunque ellas a veces son tan estrechas como 1,5 mm. Son de forma lanceolada-lineal.